# Annie Schreijer-Pierik
Annie Schreijer-Pierik, née le 17 février 1953 à Diepenheim, est une femme politique néerlandaise, membre de l'Appel chrétien-démocrate. Elle est députée européenne de 2014 à 2024.

## Biographie
Annie Schreijer-Pierik dirige un élevage de porcs dans le village de Hengevelde avec sa famille. En 1991, elle a été élue au conseil municipal de Ambt Delden. En 1995, elle est élue membre du conseil de la province d'Overijssel. De 1998 à 2010, Annie Schreijer-Pierik est membre du Parlement national néerlandais, où elle préside le comité de l'agriculture de 2004 à 2008.
Annie Schreijer-Pierik est élue au Parlement européen en mai 2014 avec 113 123 voix. Elle est membre de la commission de l'Environnement, de la commission de l'Agriculture et de la commission de la Pêche. Elle est réélue en 2019 et ne se représente pas en 2024.
Elle est mariée depuis le 17 février 1974 et a trois enfants. Elle est membre de l'Église catholique romaine.